# Final do Campeonato Catarinense de Futebol de 2015
A final do Campeonato Catarinense de Futebol de 2015 foi decidida em duas partidas, com mando de campo alternado entre Figueirense e Joinville.
O Joinville possuía a vantagem de jogar por dois empates para ser o vencedor, algo que, de fato, ocorreria. Entretanto, o Figueirense foi declarado campeão por decisão do Superior Tribunal de Justiça Desportiva em 15 de julho, devido a escalação irregular do jogador André Diego Krobel em partida contra o Metropolitano. Este não possuía documentação regular para atuar pelo Joinville.

## Finais

### Primeiro jogo
| Domingo, 26 de abril | Figueirense | 0 – 0 | Joinville | Estádio Orlando Scarpelli, Florianópolis |
| 17:00                |             |       |           | Público: 13 231 Árbitro: Célio Amorim    |

| Figueirense | Joinville |

### Segundo jogo
| Domingo, 3 de maio | Joinville | 0 – 0 | Figueirense | Arena Joinville, Joinville                  |
| 16:00              |           |       |             | Público: 17 749 Árbitro: Sandro Meira Ricci |

| Joinville | Figueirense |

## Campeão
| Campeão Catarinense de 2015 |
| --------------------------- |
| Figueirense 17° título      |